# Commissariaat
Een commissariaat is een brede term voor een ambt of het bureau van een commissaris (toezichthouder of gevolmachtigde). Voorbeelden hiervan zijn:
- Bestuurlijk:
  - Het gebouw waarbinnen het bestuurlijke apparaat van een district gevestigd is (bijvoorbeeld in Suriname[1] en het Russische Rijk).
  - Het ambt van Commissaris van de Koning wordt ook wel een 'commissariaat' genoemd.
  - Toezichthoudende organisaties, zoals het Commissariaat voor de Media, het Vlaams Commissariaat voor de Media en het Belgische Commissariaat-generaal voor de Vluchtelingen en de Staatlozen. Soms gaat het ook om tijdelijke organisaties, zoals het Militair Commissariaat voor het Rechtsherstel van het Militair Gezag, dat tijdens en vlak na de oorlog toezicht hield op de teruggave van goederen en bedrijven van mensen die door de Duitse bezetting waren getroffen.[2] In België bestond van 1989 tot 1993 bijvoorbeeld het Koninklijk Commissariaat voor de Migranten voor beleidsonderzoek rond de migrantenkwestie.
  - Tussen 1917 en 1946, voor de instelling van de Ministeries van de Sovjet-Unie, werden deze ministeries volkscommissariaten (sovnarkom) genoemd, die werden geleid door de volkscommissarissen.
- Economisch: In economische termen wordt er vaak mee verwezen naar het ambt van een van de (toezichthoudende) leden (commissarissen) van een raad van commissarissen van een bedrijf, met name bij grote vennootschappen.
- Militair: 
  - In veel legers wordt de afdeling die belast is met de bevoorrading van de troepen (eten en dierenvoer, in Nederland bijvoorbeeld ook munitie[3]) aangeduid als commissariaat. Een persoon die zich hiermee bezig hield werd vroeger ook wel een kwartiermaker genoemd.
  - Binnen de Sovjet-Unie en het huidige Rusland wordt met een militair commissariaat (vojenkomat) verwezen naar een lokaal militair bestuurlijk bureau, waar plannen voor de militaire mobilisatie worden voorbereid en uitgevoerd, registers worden bijgehouden met betrekking tot militaire mankracht, economische middelen beschikbaar worden gesteld voor de strijdkrachten, pre-militaire training wordt aangeboden en andere andere militaire functies op lokaal niveau worden uitgevoerd.
- Politie: Het politiebureau van een commissaris van politie wordt in sommige landen een commissariaat genoemd (bijvoorbeeld in België, Frankrijk en Indonesië). In Nederland wordt voor het kantoor van een (politie)commissaris vaak de benaming hoofdbureau gebruikt.
- Religieus: Binnen de Rooms-katholieke kloosterorden (met name Franciscaanse) verwijst het naar een afdeling met een semiautonome status. Deze afdeling staat ofwel in lagere rang dan een kerkprovincie (maar kan zich daar wel tot ontwikkelen) of is verantwoordelijk voor een groep binnen de betreffende kloosterorde die beter apart kan worden bestuurd omdat deze bijvoorbeeld een andere taal spreekt dan de kerkprovincie waar deze anders onder zou vallen. De religieuze leider van een commissariaat wordt net als in de krijgsmacht een commissaris genoemd.